# Włodzimierz Mokry
Włodzimierz Mokry, ukr. Володимир Мокрий (ur. 18 kwietnia 1949 w Drawie) – polski filolog ukraińskiego pochodzenia, profesor nauk humanistycznych i wykładowca Uniwersytetu Jagiellońskiego, twórca Fundacji św. Włodzimierza Chrzciciela Rusi Kijowskiej, poseł na Sejm X kadencji (1989–1991).

## Życiorys
Urodził się w Drawie, dokąd w wyniku akcji „Wisła” zostali wysiedleni jego rodzice. W 1962 ukończył szkołę podstawową w Ostrym Bardzie, w 1966 IV Liceum Ogólnokształcące w Legnicy, zdając na maturze także egzamin z języka ukraińskiego. W 1972 został absolwentem w filologii rosyjskiej na Uniwersytecie Jagiellońskim.
W 1978 uzyskał stopień doktora nauk humanistycznych na podstawie rozprawy Ruska Trójca. Karta z życia kulturalno-literackiego Ukraińców w Galicji w pierwszej połowie XIX w., wypromowanej przez profesora Ryszarda Łużnego. W 1997 został doktorem habilitowanym w oparciu o publikację Literatura i myśl filozoficzno-religijna ukraińskiego romantyzmu. Szewczenko, Kostomarow, Szaszkiewicz. W 2002 otrzymał tytuł naukowy profesora. Od 1999 do 2003 kierował Katedrą Ukrainistyki UJ. W 2004 objął stanowisko kierownika nowo powstałej Katedry Ukrainoznawstwa na Wydziale Studiów Międzynarodowych i Politycznych Uniwersytetu Jagiellońskiego. Redaktor i wydawca czasopism „Krakowskie Zeszyty Ukrainoznawcze”, „Między Sąsiadami”, „Horyzonty Krakowskie”.
W latach 1989–1991 sprawował mandat posła na Sejm X kadencji z ramienia Komitetu Obywatelskiego z okręgu choszczeńskiego. W 1991 bez powodzenia ubiegał się o reelekcję z listy NSZZ „Solidarność” w okręgu gorzowsko-pilskim. Jest założycielem i prezesem Fundacji św. Włodzimierza Chrzciciela Rusi Kijowskiej w Krakowie.
W 1987 został uhonorowany nagrodą Fundacji Jana Pawła II za osiągnięcia naukowe ukazujące chrześcijańskie korzenie kultury ukraińskiej oraz za działalność na rzecz porozumienia polsko-ukraińskiego. Został także laureatem nagrody Polcul Foundation (1997). Odznaczony Krzyżem Kawalerskim Orderu Odrodzenia Polski (1998) oraz medalem Pro Ecclesia et Pontifice (2004). W 2009 otrzymał ukraiński Order „Za zasługi” III klasy.

## Publikacje
- Cerkwa w żytti ukrajinciw (Lwów 1993)
- Literatura i myśl filozoficzno-religijna ukraińskiego romantyzmu. Szewczenko, Kostomarow, Szaszkiewicz (Kraków 1996).
- Od Iłariona do Skoworody. Antologia poezji ukraińskiej XI-XVIII wieku (Kraków 1996).
- „Ruska Trójca”. Karta z dziejów życia literackiego Ukraińców w Galicji w pierwszej połowie XIX wieku (Kraków 1997).
- Papieskie posłania Jana Pawła II do Ukraińców (Kraków 2001).
- Ukraina Wasyla Stefanyka (Kraków 2001).
- Apostolskie Słowo Jana Pawła II na Ukrainie w 2001 roku (Kraków 2002).
- Duchowe źródła pomarańczowej rewolucji na Ukrainie w 2004 roku (Kraków 2006).
- Sobory Rusi Kijowskiej jako opoka ducha w życiu narodu ukraińskiego i w Liście "Orientale Lumen" świętego Jana Pawła II (Kraków 2014).